# Klingon (taal)
Klingon of tlhIngan Hol (letterlijk: (de) Klingontaal ofwel (de) taal van de klingonen) is een kunsttaal die gebruikt wordt in de televisie- en filmserie Star Trek. De taal is ontworpen door Marc Okrand.
Naast Klingon bestaat er nog een Klingontaal, Klingonaase (letterlijk "werktuig om te leven op Klinzhai"), die echter soms ook onder de noemer 'Klingon' gezet wordt.
Het tlhIngan Hol wordt onder de aandacht gebracht door de Klingon Language Institute en heeft ondertussen al enkele natuurlijke talen zoals het Lijfs gepasseerd qua aantal sprekers.
Het Klingon is officieel gecreëerd door taalkundige Marc Okrand voor Paramount Pictures. In een interview op 21 augustus 1991 vertelde Okrand echter dat niet hij, maar James Doohan ('Scotty'), de eerste Klingon-zinnen heeft bedacht (voor de eerste Star Trek film Star Trek: The Motion Picture). Okrand baseerde zijn werk voor de films en series op het werk van Doohan en bouwde dit enorm uit.
Het wordt gesproken door de Klingons in de televisieseries en films van Star Trek. Marc Okrand ontwierp een taal met de zeer ongebruikelijke OVS-volgorde om er een buitenaards tintje aan te geven.
Een eerste omschrijving van het tlhIngan Hol kan gevonden worden in The Klingon Dictionary, geschreven door Dr. Okrand (uitgegeven door Pocket Books van Simon & Schuster in 1985. Een tweede druk met nieuw aanhangsel in 1992, ISBN 0-671-74559-X). Daarnaast zijn er Conversational Klingon (ISBN 0-671-79739-5) en Power Klingon (ISBN 0-671-87975-8), de twee audiocassettes ingesproken door o.a. Michael Dorn ('Worf'), en The Klingon Way, een boek met meer culturele en taalinformatie in de vorm van een lijst van spreekwoorden en gezegden.
Vier bestaande boeken zijn inmiddels door het werk van leden van de Klingon Language Institute gepubliceerd in het originele tlhIngan Hol:
- Hamlet
- ghIlghameS (Gilgamesh)
- paghmo' tIn mIS (Much Ado About Nothing)
- pIn'a' qan paQDI'norgh (Tao Te Ching)

De bij het IANA geregistreerde taalcode voor tlhIngan Hol is i-klingon, de ISO 639-2-Code is tlh.

## Werkwoorden
In tlhIngan Hol staat het werkwoord centraal. Wie of wat het doet (het onderwerp) en andere elementen die normaal deel uitmaken van een zin, worden aangegeven door middel van zowel voor- als achtervoegsels.
Er is één type voorvoegsel:
- onderwerp/lijdend voorwerp (De Klingons haten Tribbles)

en er zijn negen types achtervoegsel
1. Wederkering (zij houden van elkaar)
2. Keuze (ik moest dit doen)
3. Verandering (ik ga weer zoeken)
4. Oorzaak (Ik creëer een artikel)
5. Onbekend/Oneindig (we worden gezien [door iets/iemand])
6. Kwaliteit (de twee auto's raakten elkaar nauwelijks)
7. Voltooidheid (ik heb gegeten)
8. Eer (Mag ik U wat vragen [alstublieft]? / het is een eer om samen met u aan tafel te zitten)
9. Positie (Ik sta voor je)

Deze types kunnen, theoretisch, alle negen in de constructie voorkomen.
Een achtervoegsel van type 1 staat altijd direct achter het werkwoord. Een achtervoegsel van type 9 staat altijd helemaal achteraan.
Verder is er nog een type achtervoegsel 'reiziger' dat zich aan deze regel onttrekt en vaak als 'klemtoon' in de zin wordt gebruikt.
([Ha'DIbaH HoHqu' SuvwI'] - de krijger doodt het dier )

## Naamwoorden
Voor naamwoorden bestaat een achtervoegselstructuur die vijf types kent:
1. Vergrotend/Verkleinend (het kindje)
2. Aantal (de meisjes)
3. Kwaliteit (een zogenaamde taal)
4. Eigendom/Specificatie (mijn fiets)
5. Positie (in de kamer)

## Exclamaties
Er zijn vele korte uitspraken en krachttermen bekend. Een van de bekendste is Qapla'.

## Trivia
- Het Klingon is volgens editie 2006 van het Guinness World Records de meest gesproken kunsttaal, in aantal sprekers.
- Het aantal sprekers dat de taal vlot spreekt wordt geschat op een 12-tal. Marc Okrand zelf spreekt de taal niet vlot.
- Op 9 september 2010 werd in Den Haag de eerste Klingon opera voor het eerst uitgevoerd.